# Мурий
Му́рий (лат. murium от лат. muria — «раствор соли, рассол») — несуществующий химический элемент. Гипотеза о существовании оксида мурия в конце XVIII века предшествовала открытию хлора.

## История

### Гипотеза о существовании мурия
В 1772 году Джозефом Пристли действием серной кислоты на морскую соль был впервые получен газообразный хлороводород:
{\displaystyle {\ce {NaCl + H2SO4 -> NaHSO4 + HCl ^}}}.
По источнику происхождения новое вещество по предложению Лавуазье получило название муриевая кислота (лат. acidum muriaticum), то есть «соляная кислота».
В 1774 году шведский химик Карл Вильгельм Шееле описал выделение неизвестного желто-зелёного газа при взаимодействии чёрной магнезии (лат. magnesia nigra) с раствором муриевой кислоты:
{\displaystyle {\ce {4 HCl + MnO2 -> MnCl2 + Cl2 ^ + 2 H2O}}}.
Шееле отметил, что запах выделяющегося газа схож с запахом царской водки, его способность взаимодействовать с золотом и киноварью, а также его отбеливающие свойства. Шееле, в соответствии с господствовавшей в химии того времени теории флогистона, предположил, что чёрная магнезия забирает флогистон из муриевой кислоты, а выделяющийся газ получил название дефлогистированной соляной кислоты (нем. dephlogistierte Salzsaure, фр. acide marin déphlogistiqué).
В то же время Лавуазье предложил новую, антифлогистическую теорию кислот, согласно которой кислотные свойства вещества обусловлены входящим в их состав кислородом. Это ошибочное мнение поддержал К.-Л. Бертолле, который в 1785 году установил образование муриевой кислоты и кислорода на свету в водном растворе газа Шееле:
{\displaystyle {\ce {Cl2 + H2O -> HCl + HClO,}}}
{\displaystyle {\ce {HClO -> HCl + O ^}}}.
Бертолле предположил, что выделенный Шееле газ является оксидом неизвестного элемента, назвал его оксигенированной (то есть окисленной) муриевой или же оксимуриевой кислотой (фр. acide muriatique oxygéné). Лавуазье включил особый муриевый радикал (фр. radical muriatique) в новую классификацию элементов среди простых неметаллических тел, окисляющихся и образующих кислоты. Новый, ещё не полученный элемент был назван мурием (лат. Murium, реже лат. Muriaticum).
Бертолле даже количественно определил состав оксимуриевой кислоты: он нашел, что на 87 весовых частей муриевой кислоты в ней содержится в связанном состоянии 13 весовых частей кислорода. Изучая взаимодействие оксимуриевой кислоты с горячим раствором едкого кали, Бертолле получил соль, названную позже в честь него бертолетовой, богатую кислородом и поэтому способствующую воспламенению горючих веществ. Получение и состав этой соли Бертолле объяснил с тех же самых позиций теории мурия: он полагал, что эта соль пересыщена кислородом, перешедшим из оксимуриевой кислоты.
Таким образом, по мнению Бертолле и Лавуазье, оксигенированная муриевая кислота должна была представлять собой сложное вещество, в составе которого содержится элемент мурий в более окисленном состоянии по сравнению с мурием в соляной кислоте. Эта гипотеза, благодаря авторитету Лавуазье, вскоре сделалась общепринятой и просуществовала три десятилетия.

### «Закрытие» мурия
В конце XVIII — начале XIX в. многие ученые стремились получить мурий в свободном состоянии с тем, чтобы определить его степень окисления в различных соединениях. В 1809 году Ж. Гей-Люссак и Л. Тенар предприняли безуспешную попытку выделить мурий в виде простого вещества, пропуская оксигенированную муриевую кислоту (то есть хлор) над углём в раскаленной фарфоровой трубке. Однако оба они были настолько сильными приверженцами идей Лавуазье, что посчитали результаты эксперимента скорее ошибочными, чем пригодными для создания новой концепции. В статье «О природе и свойствах муриевой и оксигенированной муриевой кислот» (1809) они отмечали, что вопрос о наличии кислорода в составе оксигенированной муриевой кислоты остаётся открытым:

Поскольку оксигенированная муриевая кислота не разлагается углём, можно предположить, что этот газ является простым телом. Свойства вещества могут быть объяснены достаточно хорошо при помощи этой гипотезы, однако мы не будем её поддерживать, поскольку, как нам кажется, они ещё лучше объясняются представлениями о его сложном составе— Ж. Гей-Люссак, Л. Тенар; перевод по цит.
В 1807 году Г. Дэви электролизом удалось получить оксигенированную муриевую кислоту из поваренной соли. Исследуя действие «кислоты» на металлы и их оксиды, Дэви установил образование хлористых солей. В 1810 году, после многих бесплодных попыток получить гипотетический мурий Дэви пришел к выводу, что газ, открытый Шееле, — простое вещество, элемент, и назвал его англ. chloric gas, или англ. chlorine (от др.-греч. χλωρός — жёлто-зелёный). Ещё через три года Гей-Люссак дал новому элементу более короткое имя — хлор (фр. chlore).
В то время существовали определенные экспериментальные трудности для доказательства элементарной природы хлора. Реакции хлора и его соединений, помимо этого, в большинстве случаев настолько хорошо объяснялись теорией мурия, что даже после работ Гей-Люссака и Дэви, Й.-Я. Берцелиус придерживался в 1815 году точки зрения на «муриевую» природу хлора. Мурий как элемент имел свой символ в виде латинской буквы M, соли хлора именовались муриатами. Окончательно мурий был исключен из числа химических элементов только к 1840-х годам, когда были открыты бром, иод и изучены бескислородные кислоты (синильная, плавиковая, роданистоводородная  и др.). Но даже в 1865 году К. Шёнбейн ещё придерживался точки зрения о существовании мурия.

## Интересные факты
- Введенные Лавуазье названия соляной кислоты и её солей — «муриевая кислота» (лат. acidum muriaticum) и «муриаты» (напр., лат. natrium muriaticum) — по-прежнему используется в фармакологии, гомеопатии; в англоязычной химической литературе встречается англ. muriatic acid[4].

## Современные названия веществ
- Муриевая кислота — хлороводородная (соляная) кислота
- Дефлогистированная муриевая кислота, оксигенированная муриевая кислота, оксид мурия — хлор
- Муриаты — соли хлора, хлориды
- Бертолетова соль — хлорат калия